# Щерион Гавальов
Щерион Гавальов е български футболист, полузащитник.

## Биография
Роден е на 18 февруари 1983 г. в Бургас. Висок е 180 cm и тежи 71 kg.
Юноша на Нафтекс. Играл е за Черноморец, Поморие, Несебър, Сливен и Калиакра.

## Статистика по сезони
- Черноморец – 2002/пр. – А група, 10 мач/2 гола
- Поморие – 2002/03 – В група, 36/13
- Несебър – 2003/04 – Б група, 31/7
- Нафтекс (Бургас) – 2004/ес. – „A" ПФГ, 10/3
- Сливен – 2005/пр. – В група, 15/8
- Калиакра – 2006/пр. – Източна Б група, 11/5
- Поморие – 2006/08 – В група40/10